# Горадиз (город)
Горадиз (азерб. Horadiz) — город в Физулинском районе Азербайджана, расположенный на левом берегу реки Аракс. До 2007 года был посёлком городского типа.

## Топонимика
В архивных документах упоминается как Горадис, что является искажением названия «Горадюз» (Qoradüz). Данное название произошло от тюркского слова «кара» (чёрный). В тюркской топонимике южного Кавказа слово «кара» позже преобразилось в формы «кора» и «гора».

## История
В конце XIX века Горадиз входил в состав Шушинского уезда. В годы Российской империи село Горадиз (Горадизъ) находилось в составе Карягинского (Джебраильского) уезда Елизаветпольской губернии. По данным «Кавказского календаря» на 1912 год в селе проживало 1424 человека, в основном азербайджанцев, указанных в календаре как «татары».
Согласно результатам Азербайджанской сельскохозяйственной переписи 1921 года, населённый пункт Горадиз одноимённого сельского общества Карягинского уезда Азербайджанской ССР населяли 2185 человек (437 хозяйств), преобладающая национальность — тюрки-азербайджанцы.
24 сентября 1947 года получил статус посёлка городского типа.
Указом президента Азербайджанской Республики от 1 июля 1992 года в Горадизе был создан Пограничный отряд, осуществляющий контроль за границей с Ираном.
Во время Первой карабахской войны посёлок стал ареной ожесточённых боёв. 24 октября 1993 года посёлок Горадиз был взят армянскими войсками, что было осуждено в резолюции Совета Безопасности ООН № 884 от 12 ноября 1993 года и обозначено как оккупация.
5 января 1994 года, в результате контрнаступления, азербайджанская армия восстановила контроль над посёлком. 23 октября 2007 года Горадизу был присвоен статус города.
Конечная железнодорожная станция на линии от Баку.

## Население
По данным всесоюзной переписи населения 1989 года в Горадизе проживало 5 689 человек.

## Экономика
По словам Ильхама Алиева, в послевоенный период Горадиз превратился в неофициальный центр Физулинского района, здесь были реализованы крупные проекты социальной инфраструктуры — построены 24 школы, 2 больницы, олимпийский спортивный комплекс, молодежный центр, историко-этнографический музей, а также центр мугама, была произведена реставрация индивидуальных домов.

## Достопримечательности
- Медицинский центр[13]
- Музей Гейдара Алиева
- Мавзолей Имамзаде
- Мечеть XIX века
- Электростанция
- Олимпийский спортивный комплекс[14]
- Центр Мугама[15]
- Физулинская государственная картинная галерея[16]
- Физулинский государственный драматический театр[17]
- Физулинский историко-краеведческий музей[18]

## Галерея

Здание администрации Физулинского района
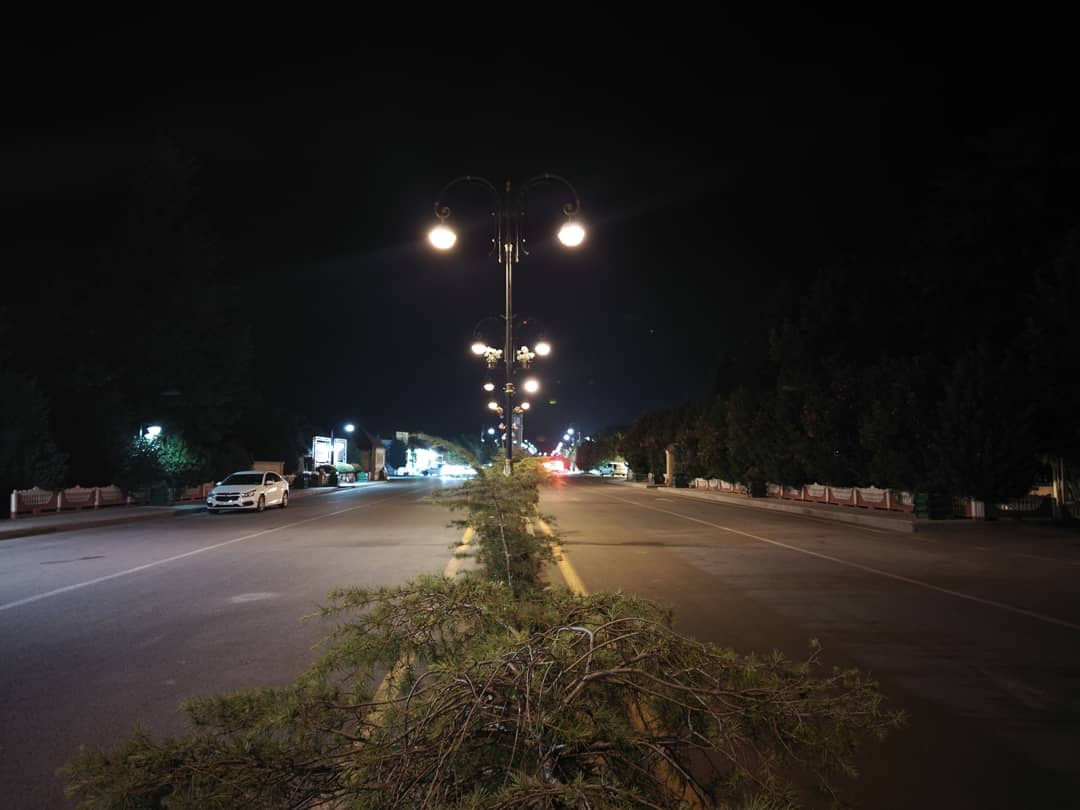
Улица в Горадизе в ночное время
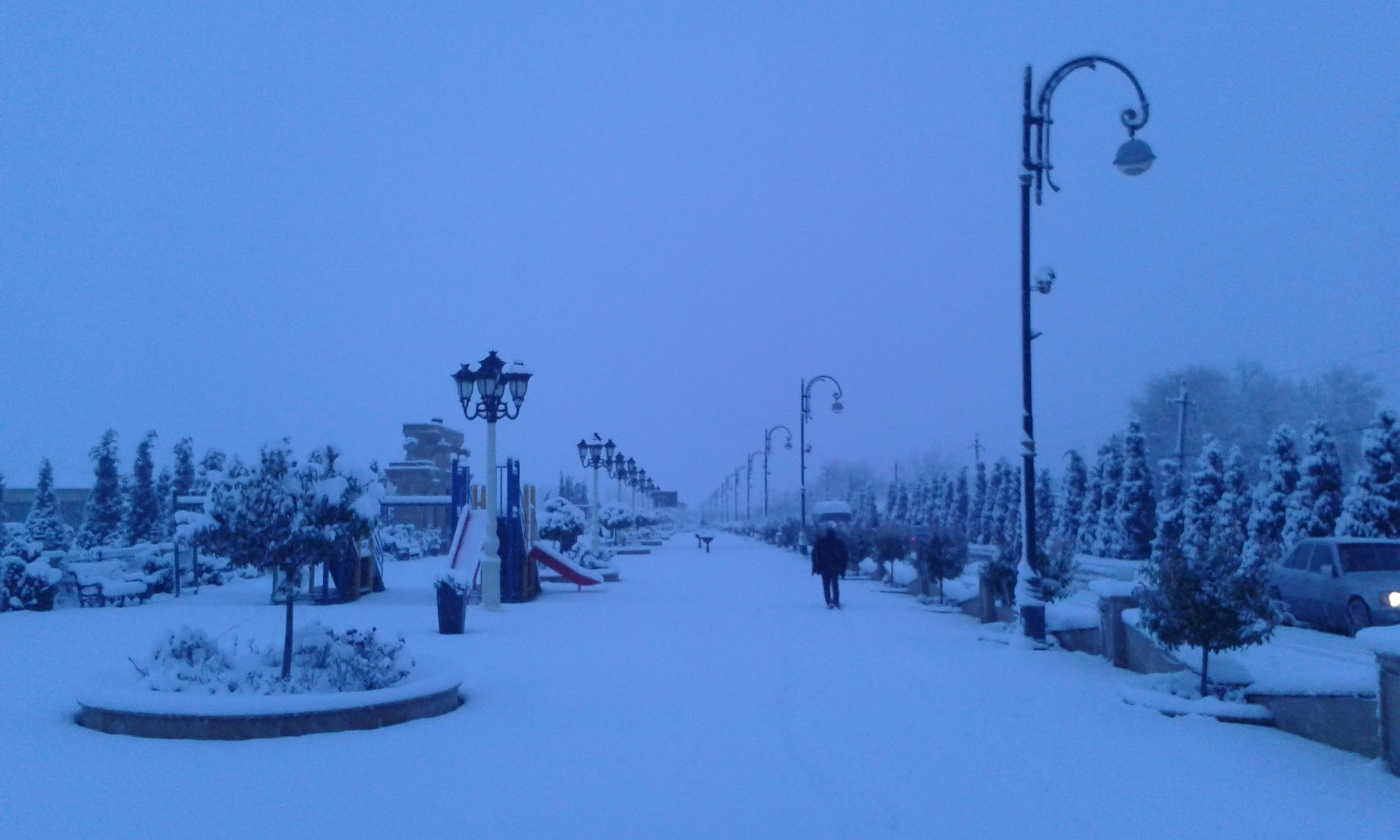
Горадиз в зимнее время
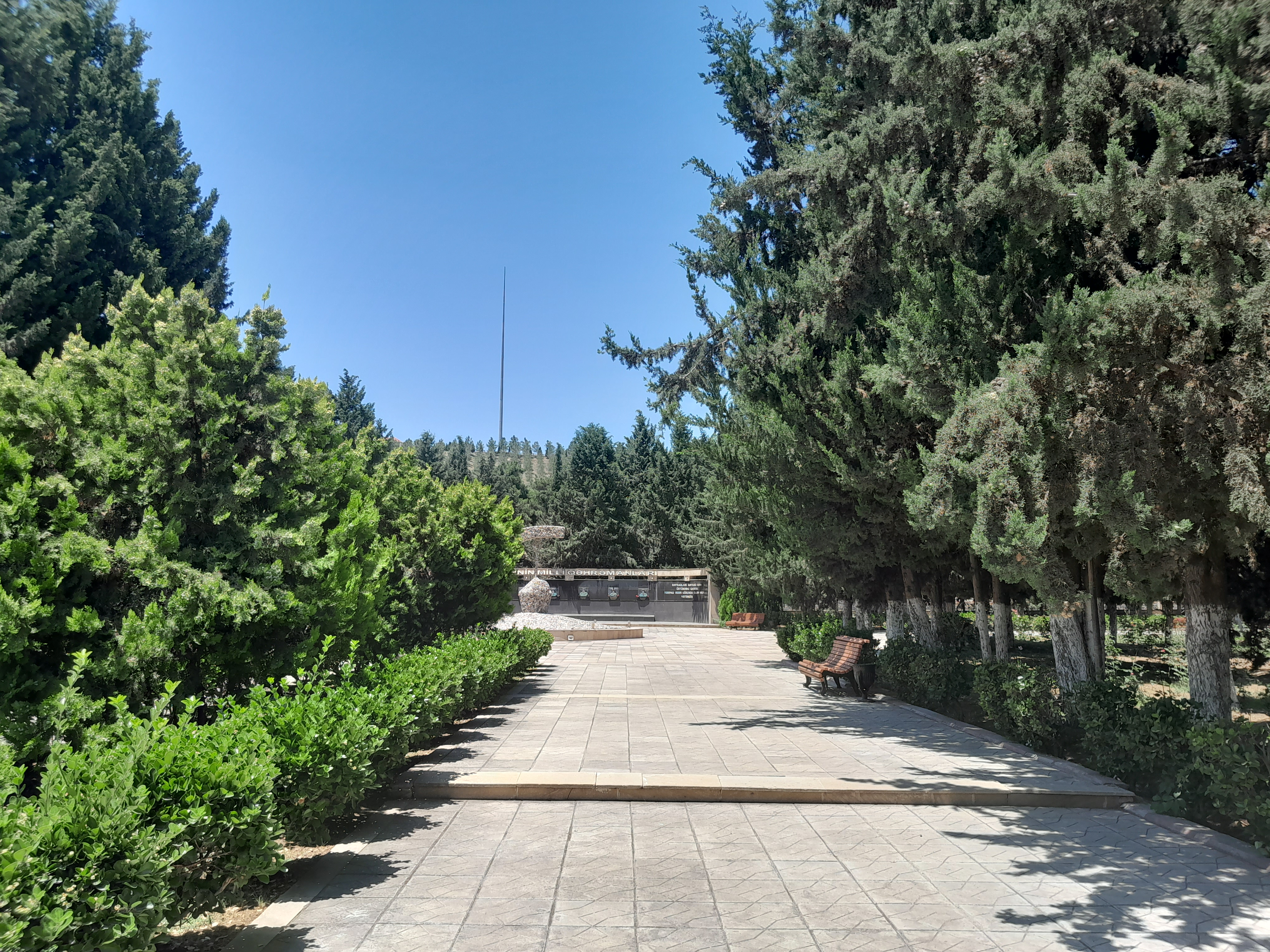
Парк Героев в Горадизе
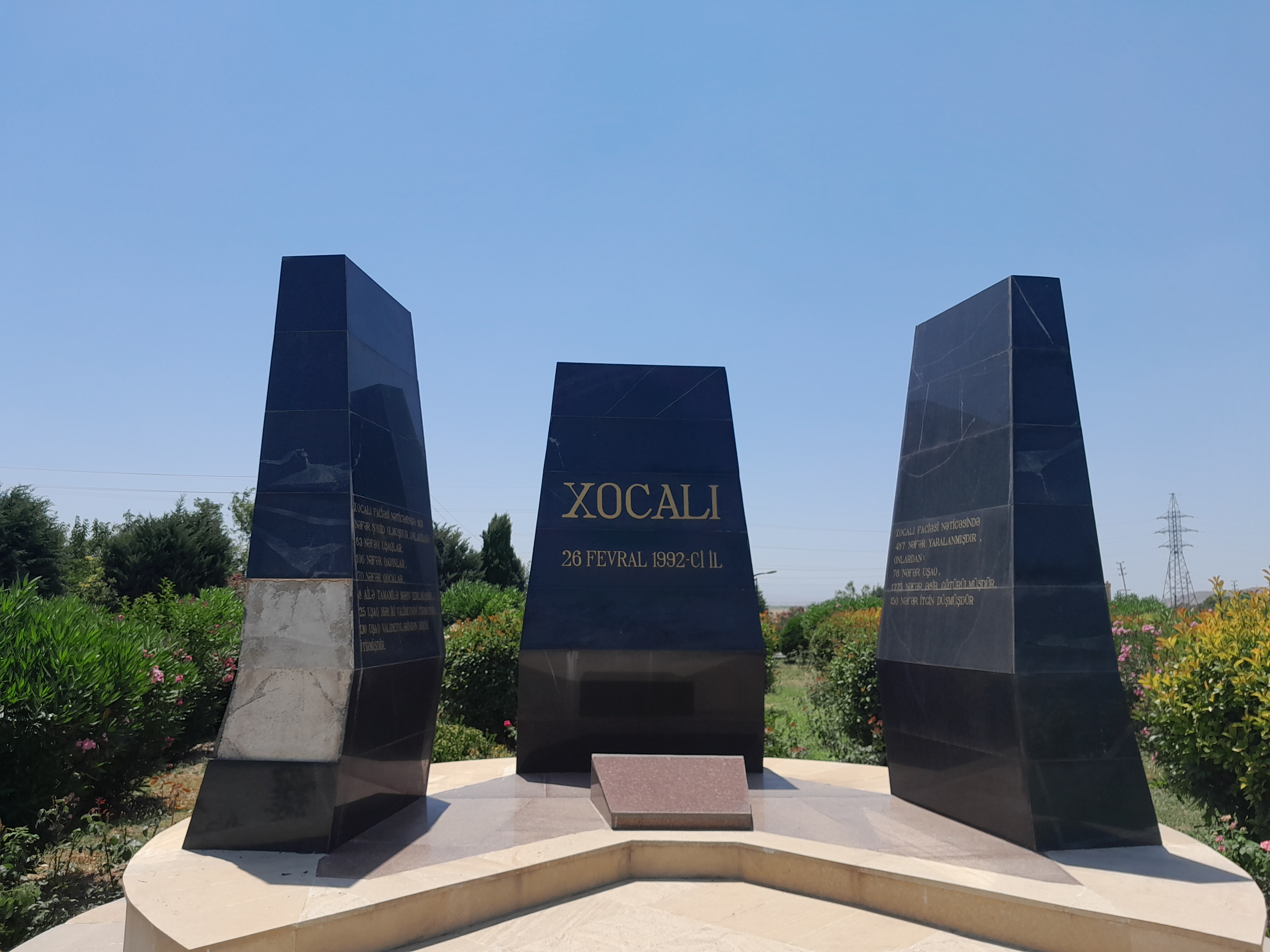
Памятник жертвам Ходжалинской резни